# Montigny-les-Jongleurs
Pour les articles homonymes, voir Montigny.
Montigny-les-Jongleurs est une commune française située dans le département de la Somme, en région Hauts-de-France. 

## Géographie

### Localisation
Montigny-les-Jongleurs est un village picard du Ponthieu.
À vol d'oiseau, la localité est située à 6 km au sud d'Auxi-le-Château, 6 km au nord-ouest de Bernaville, 15 km à l'ouest de Doullens, 23 km au nord-est d'Abbeville, 34 km au nord-ouest d'Amiens et à 47 km au sud-ouest d'Arras .
Le territoire de la commune est limitrophe de ceux de quatre communes.
Les communes limitrophes sont  Agenville, Maizicourt, Prouville et Saint-Acheul.

### Géologie et relief
La superficie de la commune est de 5,00 km2 ; son altitude varie de 70  à   142 mètres.

### Hydrographie

#### Réseau hydrographique
La commune est située dans le bassin Artois-Picardie. Elle est drainée par l'Heuzecourt, en limite sud-est.

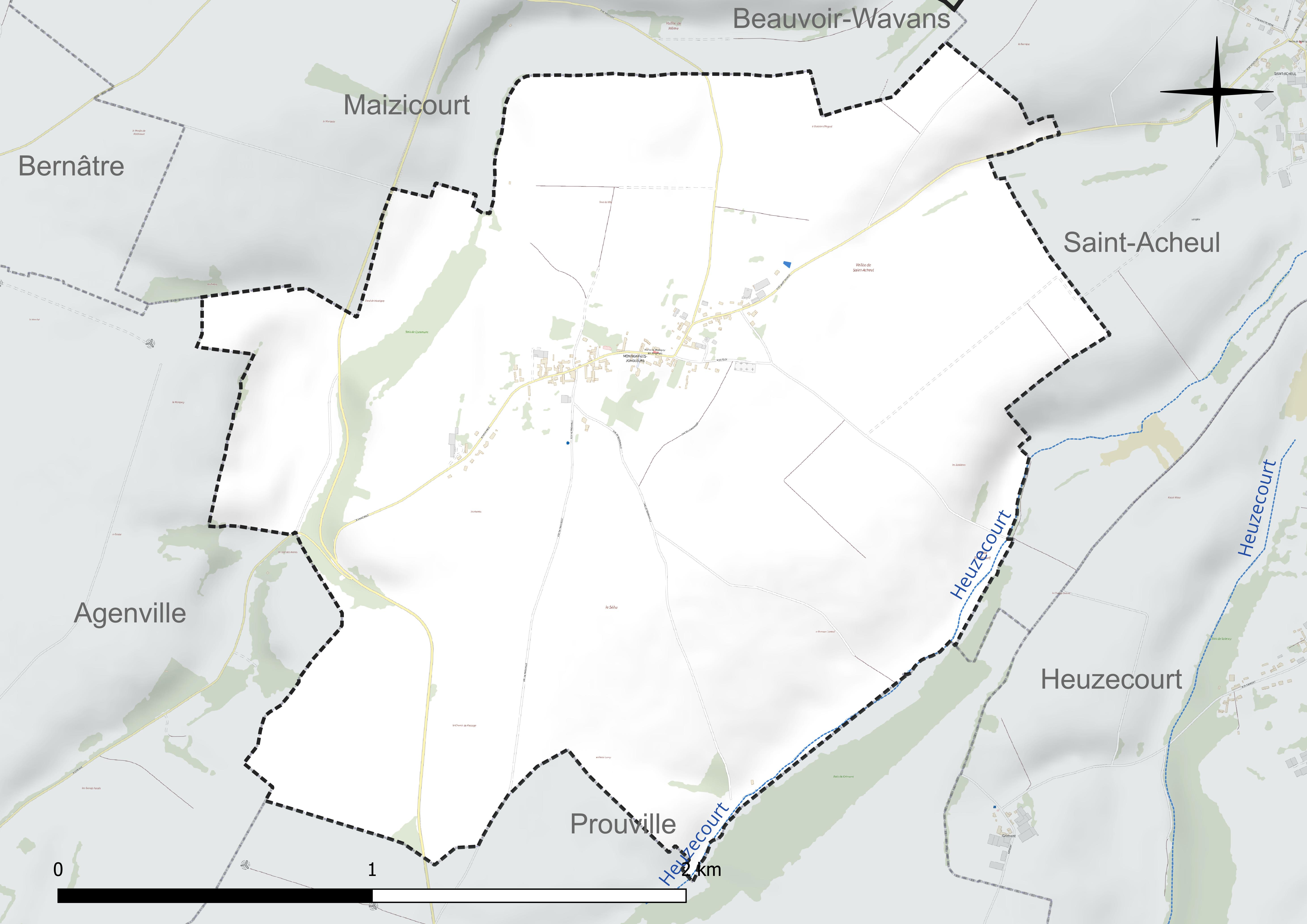
Réseau hydrographique de Montigny-les-Jongleurs.

#### Gestion et qualité des eaux
Le territoire communal est couvert par le schéma d'aménagement et de gestion des eaux (SAGE) « Authie ». Ce document de planification concerne un territoire de 1 253 km2 de superficie, délimité par le bassin versant de l'Authie. Le périmètre a été arrêté le 5 août 1999 et le SAGE proprement dit est, en 2024, en cours d'élaboration. La structure porteuse de l'élaboration et de la mise en œuvre est le syndicat mixte Canche Et Authie.
La qualité des cours d'eau peut être consultée sur un site dédié géré par les agences de l'eau et l'Agence française pour la biodiversité.

### Climat
Pour des articles plus généraux, voir Climat des Hauts-de-France et Climat de la Somme.
En 2010, le climat de la commune est de type climat océanique altéré, selon une étude du CNRS s'appuyant sur une série de données couvrant la période 1971-2000. En 2020, Météo-France publie une typologie des climats de la France métropolitaine dans laquelle la commune est exposée à un climat océanique et est dans la région climatique Côtes de la Manche orientale, caractérisée par un faible ensoleillement (1 550 h/an) ; forte humidité de l'air (plus de 20 h/jour avec humidité relative > 80 % en hiver), vents forts fréquents.
Pour la période 1971-2000, la température annuelle moyenne est de 10,1 °C, avec une amplitude thermique annuelle de 13,3 °C. Le cumul annuel moyen de précipitations est de 856 mm, avec 12,6 jours de précipitations en janvier et 9,2 jours en juillet. Pour la période 1991-2020, la température moyenne annuelle observée sur la station météorologique la plus proche, située sur la commune de Bernaville à 6 km à vol d'oiseau, est de 10,4 °C et le cumul annuel moyen de précipitations est de 877,3 mm,. Pour l'avenir, les paramètres climatiques de la commune estimés pour 2050 selon différents scénarios d'émission de gaz à effet de serre sont consultables sur un site dédié publié par Météo-France en novembre 2022.

## Urbanisme
La commune se trouve dans l'aire d'attraction d'Amiens ainsi que dans sa zone d'emploi, et dans le bassin de vie de Doullens.

### Typologie
Au 1er janvier 2024, Montigny-les-Jongleurs est catégorisée commune rurale à habitat dispersé, selon la nouvelle grille communale de densité à sept niveaux définie par l'Insee en 2022.
Elle est située hors unité urbaine. Par ailleurs la commune fait partie de l'aire d'attraction d'Amiens, dont elle est une commune de la couronne,. Cette aire, qui regroupe 369 communes, est catégorisée dans les aires de 200 000 à moins de 700 000 habitants,.

### Occupation des sols

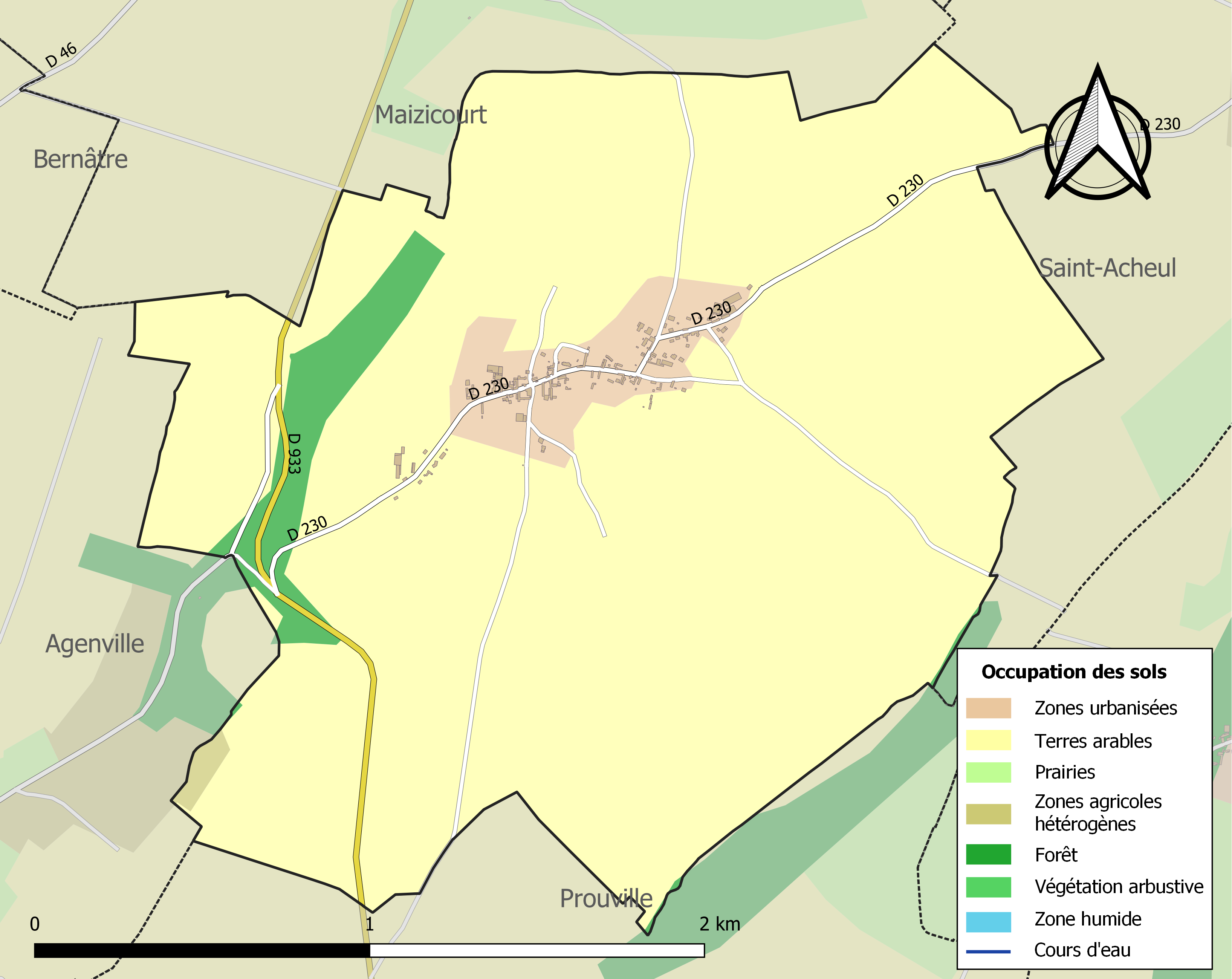
Carte des infrastructures et de l'occupation des sols de la commune en 2018 (CLC).

L'occupation des sols de la commune, telle qu'elle ressort de la base de données européenne d'occupation biophysique des sols Corine Land Cover (CLC), est marquée par l'importance des territoires agricoles (90,9 % en 2018), une proportion identique à celle de 1990 (90,9 %).
La répartition détaillée en 2018 est la suivante : terres arables (90,7 %), zones urbanisées (5,1 %), forêts (4,1 %), zones agricoles hétérogènes (0,2 %).
L'évolution de l'occupation des sols de la commune et de ses infrastructures peut être observée sur les différentes représentations cartographiques du territoire : la carte de Cassini (XVIIIe siècle), la carte d'état-major (1820-1866) et les cartes ou photos aériennes de l'IGN pour la période actuelle (1950 à aujourd'hui).

### Habitat et logement
En 2021, le nombre total de logements dans la commune était de 53, alors qu'il était de 51 en 2016 et de 47 en 2011.
Parmi ces logements, 82,2 % étaient des résidences principales, 6,7 % des résidences secondaires et 11,1 % des logements vacants. Ces logements étaient pour 98,2 % d'entre eux des maisons individuelles et pour 1,8 % des appartements.
Le tableau ci-dessous présente la typologie des logements à Montigny-les-Jongleurs en 2021 en comparaison avec celle de la Somme et de la France entière. Une caractéristique marquante du parc de logements est ainsi la faible proportion des résidences secondaires et logements occasionnels (6,7 %) par rapport au département (8,4 %) et à la France entière (9,7 %).
| Typologie                                               | Montigny-les-Jongleurs | Somme | France entière |
| ------------------------------------------------------- | ---------------------- | ----- | -------------- |
| Résidences principales (en %)                           | 82,2                   | 83,1  | 82,2           |
| Résidences secondaires et logements occasionnels (en %) | 6,7                    | 8,4   | 9,7            |
| Logements vacants (en %)                                | 11,1                   | 8,5   | 8,1            |

### Voies de communication et transports
Au point de vue routier, le territoire est desservi par la D933 et le D99E.

## Toponymie
Le nom de la localité est attesté sous les formes Montegny (1140) ; Monteniacum (1140) ; Montiniacum (1181) ; Montegni (1301) ; Monteigni (1252) ; Montigny (1507) ; Morigny (1579) ; Montigny-aux-Jongleurs (1720); Montigny-les-Jongleux (1728) ; Montigni (1733) ;  ; Montigny-les-Jongleurs (1757) ; Montigni-les-Ongleurs (1778).
Mons Montis Ignis a donné Montigny. Montagnes où des feux de joie étaient allumés par les jongleurs du lieu pour amuser les seigneurs.

## Histoire

### Antiquité
L'occupation gallo-romaine est attestée par des poteries, des pièces de monnaie et des grès trouvés sur place[réf. nécessaire].

### Moyen Âge
La seigneurie de Montigny manque de sources. Il est question dans des actes concernant la Maladrerie de Saint-Riquier vers 1270 d'Arnould et Regnier de Montigny ainsi que Gautier de Montigny et de sa femme Marie mais sans mention de leurs titres éventuels.
En 1378, Robert de Beauval, sire d'Occoches et de Villeroy sert au roi un aveu pour le fief de Saint-Acheul et Montigny tenu par le roi.

### Temps modernes
En 1507, la terre de Montigny appartenait à Jehan de Warluzel.
Eustache de Prouville est seigneur de Montigny en 1557. Sa fille Jeanne de Prouville par son mariage avec Charles de Soyécourt fait passer la seigneurie dans cette famille. Son fils François de Soyécourt en hérite en 1604 et la vend en 1609 à Hugues Le Fournier, sieur de Neuville. Celui-ci en transmet la moitié à son fils Benjamin Le Fournier. L'autre moitié est transmis à sa veuve Marie Pruvot qui se remarie avec Benjamin de Montmorency. À la suite de Benjamin Le Fournier, on voit René Le Fournier donner la seigneurie en 1667 à son frère Jean. Celui-ci en est le seigneur de 1667 à 1673.
La seigneurie passe ensuite dans la famille de Fontaine, dont François de Fontaine, mort à Mézerolles le 29 janvier 1737. Enfin la seigneurie passe aux Manessier de Brassigny.
D'autres fiefs sont sur le territoire de Montigny.
En 1er lieu, le fief des Rateaux. Il a dû appartenir à une famille qui en portait le nom et appartint ensuite à l'abbaye de Berteaucourt. La Maladrerie de Saint-Riquier avait aussi de grands biens sur ce fief.
En 2nd lieu, le fief d'Avancourt. Celui-ci était tenu du roi directement à cause de son château à Doullens. Il appartint au XVIIe siècle à François Dupont, écuyer. Celui-ci le laissa à André Dupont qui le vendit en 1698 à Robert Dupuis et sa femme Marie Cagnard. Puis il est relevé par leur fils Jean-François Dupuis en 1732, puis le frère de celui-ci Antoine Robert François Dupuis en 1760. Enfin au décès de ce dernier le fief passe à François Dupuis, curé de Saint-Acheul en 1783. Puis sa sœur Marie-Madeleine Dupuis et en 1785 le fils de celle-ci, Pierre François Sagnier.

## Politique et administration

### Rattachements administratifs et électoraux

#### Rattachements administratifs
La commune se trouve depuis 1926 dans l'arrondissement d'Amiens du département de la Somme.
Elle faisait partie depuis 1801 du canton de Bernaville. Dans le cadre du redécoupage cantonal de 2014 en France, cette circonscription administrative territoriale a disparu, et le canton n'est plus qu'une circonscription électorale.

#### Rattachements électoraux
Pour les élections départementales, la commune fait partie depuis 2014 du canton de Doullens.
Pour l'élection des députés, elle fait partie de la quatrième circonscription de la Somme.

### Intercommunalité
Montigny-les-Jongleurs était membre de la communauté de communes du Bernavillois, un établissement public de coopération intercommunale (EPCI) à fiscalité propre créé fin 1999 et auquel la commune avait transféré un certain nombre de ses compétences, dans les conditions déterminées par le code général des collectivités territoriales.
Dans le cadre des dispositions de la loi portant nouvelle organisation territoriale de la République du 7 août 2015, qui prévoit que les établissements publics de coopération intercommunale (EPCI) à fiscalité propre doivent avoir un minimum de 15 000 habitants, cette intercommunalité a fusionné avec ses voisines pour former, le 1er janvier 2017, la communauté de communes du Territoire Nord Picardie, dont est désormais membre la commune.

### Liste des maires
| Période                                  | Période                      | Identité                       | Étiquette | Qualité     |
| ---------------------------------------- | ---------------------------- | ------------------------------ | --------- | ----------- |
| Les données manquantes sont à compléter. |                              |                                |           |             |
| 1792                                     | 1806                         | Pierre Moignet                 |           | Instituteur |
| 1806                                     | 1823                         | François Augustin Le Blond     |           | Cultivateur |
| 1823                                     | 1831                         | Louis Joseph Alexandre Dournel |           | Cultivateur |
| 1832                                     | 1847                         | M. Leroy                       |           | Cultivateur |
| 1847                                     | 1870                         | Alphonse Martin                |           | Cultivateur |
| 1871                                     | 1881                         | Louis Joseph Devismes          |           | Cultivateur |
| 1881                                     | 1892                         | Odon-Pierre Lefebvre           |           | Cultivateur |
| Les données manquantes sont à compléter. |                              |                                |           |             |
| 1913                                     | 1925                         | Louis Gelé                     |           |             |
| 1925                                     | 1953                         | Oswald Thorel                  |           |             |
| 1953                                     | 1965                         | Pierre Ternois                 |           |             |
| 1965                                     | 1971                         | Léonce Debray                  |           |             |
| 1971                                     | 1986                         | Gilbert Thorel                 |           |             |
| 1986                                     | mars 2008                    | Ghislain Thorel                |           |             |
| mars 2008                                | juillet 2020                 | Marie-France Carpentier        |           |             |
| juillet 2020                             | En cours (au 8 octobre 2020) | Rachèle Delgove                |           |             |

La municipalité élue lors des élections de 2020 a subi de nombreuses démissions et ne comprend plus que trois membres en 
juillet 2023.

## Équipements et services publics

### Enseignement
La scolarité primaire relève de la communauté de communes.

## Population et société

### Démographie
L'évolution du nombre d'habitants est connue à travers les recensements de la population effectués dans la commune depuis 1793. Pour les communes de moins de 10 000 habitants, une enquête de recensement portant sur toute la population est réalisée tous les cinq ans, les populations de référence des années intermédiaires étant quant à elles estimées par interpolation ou extrapolation. Pour la commune, le premier recensement exhaustif entrant dans le cadre du nouveau dispositif a été réalisé en 2007.

En 2022, la commune comptait 101 habitants, en évolution de +7,45 % par rapport à 2016 (Somme : −1,26 %, France hors Mayotte : +2,11 %).
| 1793 | 1800 | 1806 | 1821 | 1831 | 1836 | 1841 | 1846 | 1851 |
| ---- | ---- | ---- | ---- | ---- | ---- | ---- | ---- | ---- |
| 241  | 227  | 253  | 286  | 314  | 310  | 301  | 298  | 305  |

| 1856 | 1861 | 1866 | 1872 | 1876 | 1881 | 1886 | 1891 | 1896 |
| ---- | ---- | ---- | ---- | ---- | ---- | ---- | ---- | ---- |
| 312  | 310  | 311  | 294  | 278  | 261  | 244  | 206  | 201  |

| 1901 | 1906 | 1911 | 1921 | 1926 | 1931 | 1936 | 1946 | 1954 |
| ---- | ---- | ---- | ---- | ---- | ---- | ---- | ---- | ---- |
| 179  | 176  | 156  | 141  | 138  | 149  | 144  | 124  | 134  |

| 1962 | 1968 | 1975 | 1982 | 1990 | 1999 | 2006 | 2007 | 2012 |
| ---- | ---- | ---- | ---- | ---- | ---- | ---- | ---- | ---- |
| 139  | 113  | 114  | 94   | 88   | 82   | 76   | 75   | 91   |

| 2017 | 2022 | - | - | - | - | - | - | - |
| ---- | ---- | - | - | - | - | - | - | - |
| 95   | 101  | - | - | - | - | - | - | - |

## Culture locale et patrimoine

### Lieux et monuments
- Église Notre-Dame-de-l'Assomption.
- Oratoire dédié à la Vierge, bordé de pierre[29].

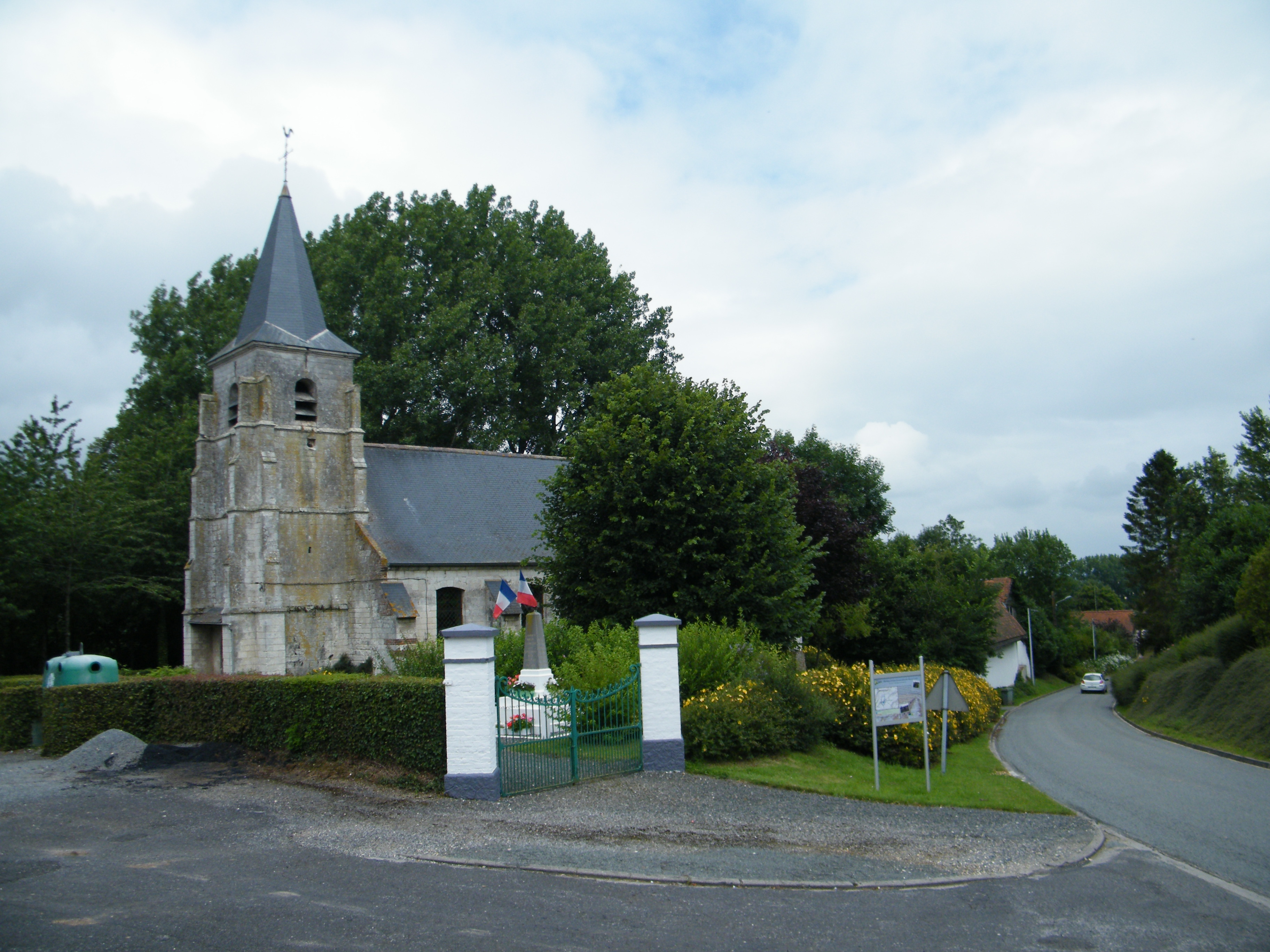
Église Notre-Dame.
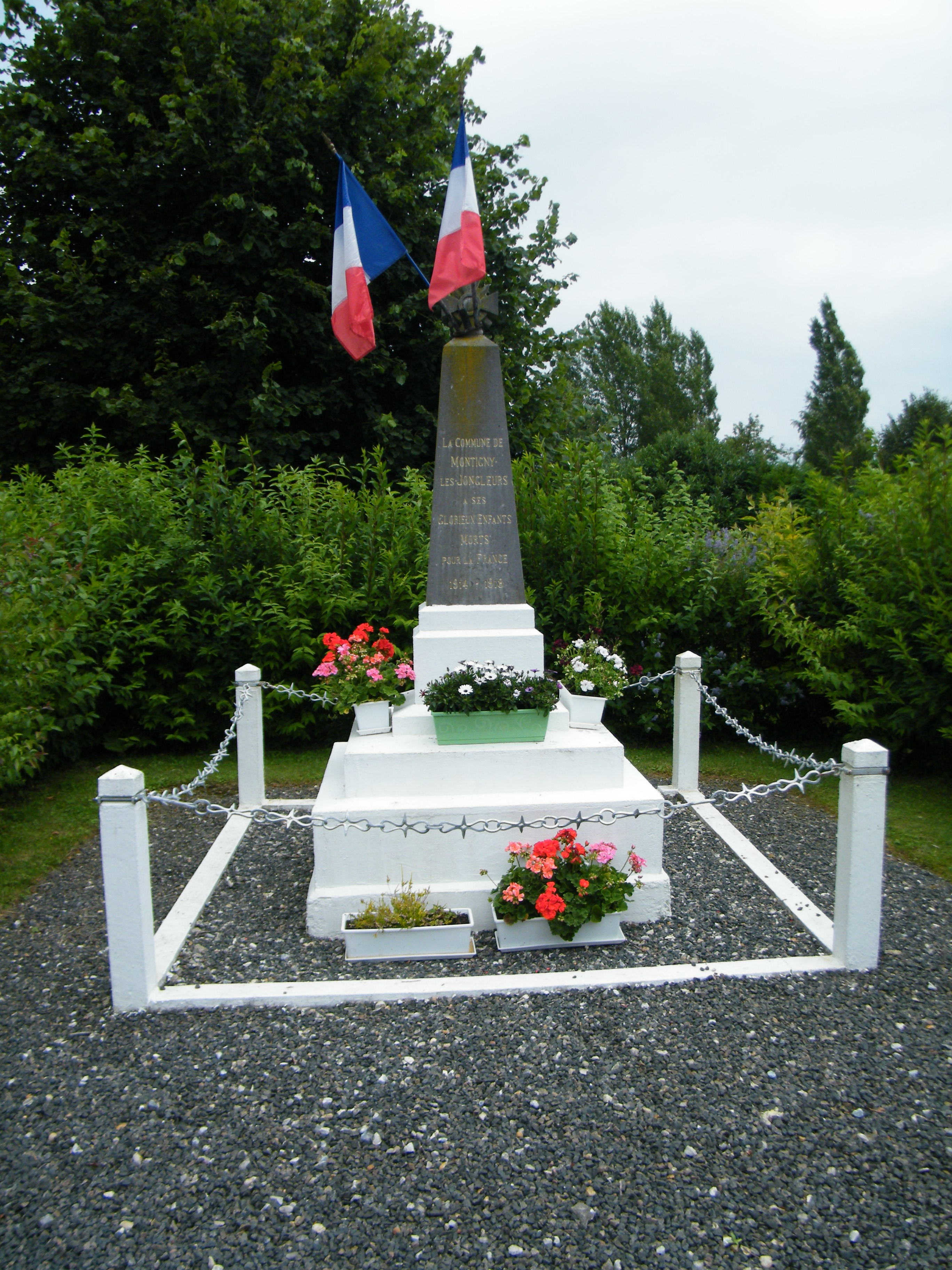
Monument.
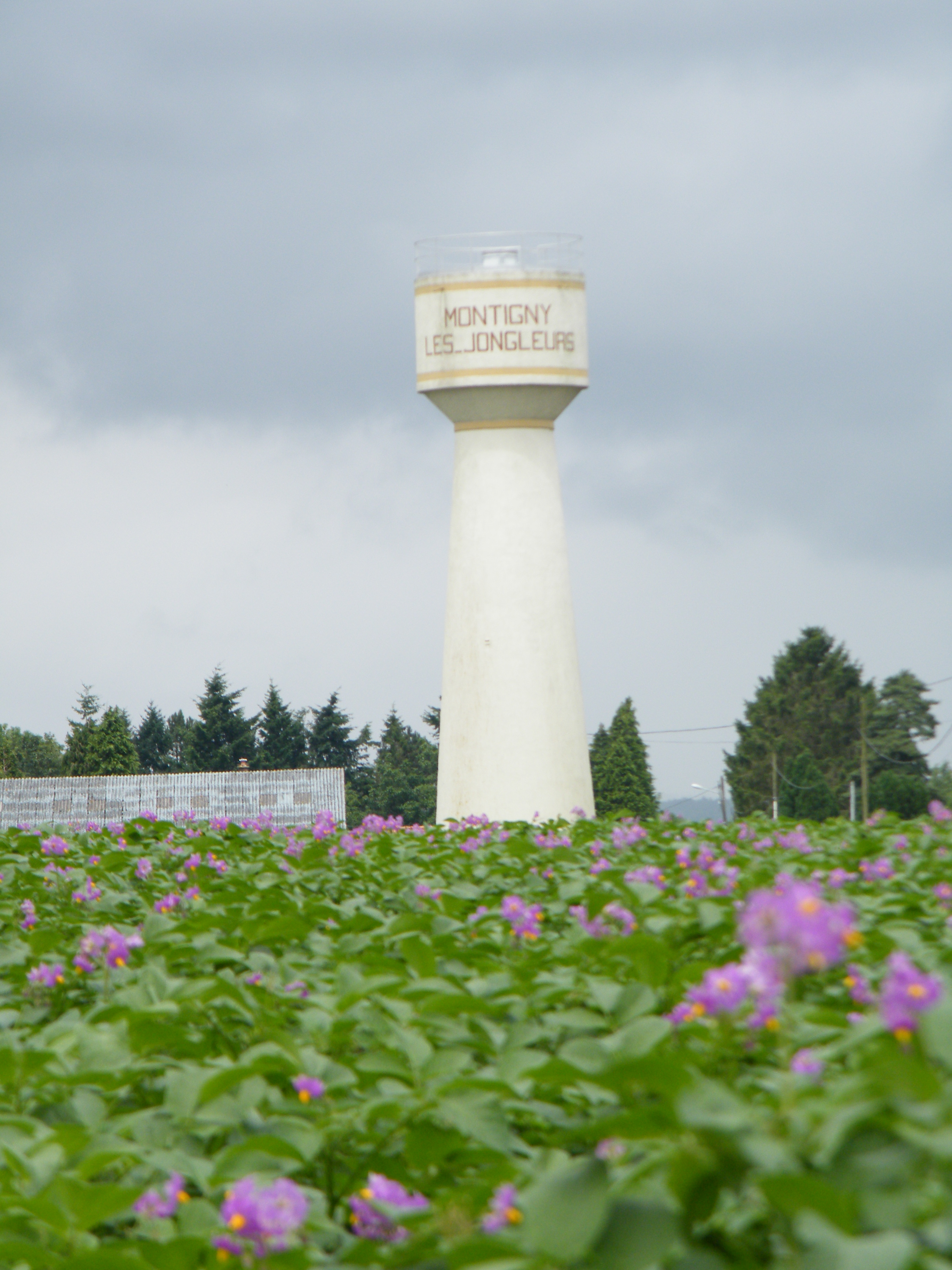
Entrée de Montigny.
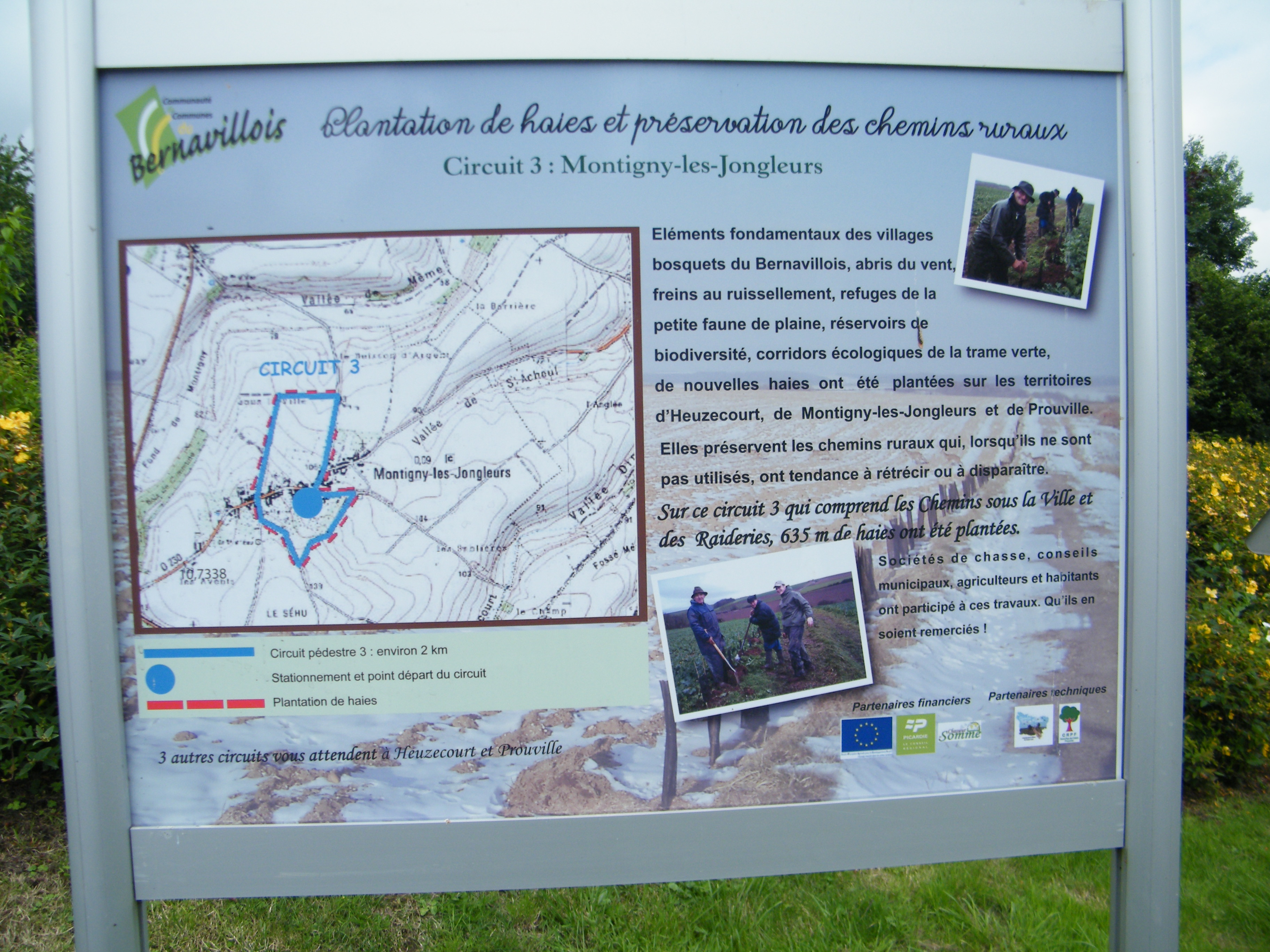
Panneau informatif.

## Pour approfondir